# Gelgaudiškis
Gelgaudiškis ( escoltar (?·pàg.)) és una ciutat del districte municipal de Šakiai al Comtat de Marijampolė, Lituània. Està situada a 15 km al nord de Šakiai, just al sud del riu Neman.

## Nom
Gelgaudiškis és el nom lituà de la ciutat. Versions del nom en altres llengües inclouen:
- Polonès: Giełgudyszki
- Rus: Гельгудишки Gel'gudishki
- Belarús: Гельгудiшкi Gel'hudishki
- Ídix: גלגודישק Gelgudishk.